# روجر ج. فريتز
روجر ج. فريتز (بالإنجليزية: Roger J. Fritz)‏ ولد في 18 يوليو 1928، وتوفي في 24 مارس 2011، أمريكي، مستشار إداري، كاتب، رئيس جامعة ومتحدث دولي ومؤلف لمواضيع التنمية لما يزيد عن 63 كتابا في مجال الكتب التحفيزية. كان كتابه الأكثر شعبية هو قوة الموقف الإيجابي، صدر في العام 2008. وكان أيضا الرئيس الـ17 لجامعة ويلاميت في ولاية أوريغون خلال الفترة 1969-1972.

## السيرة الذاتية
ولد روجر فريتز في جرين كاونتي، ولاية ويسكونسن في 18 يوليو 1928. وكان طالبا في مدرسة فريبورت الثانوية في منطقة فريبورت، إلينوي، وتخرج منها في العام 1946.
في العام 1950 تخرج فريتز حاملا درجة البكالوريوس في الآداب في العلوم السياسية من كلية مونماوث في ولاية إلينوي وحصل على درجة الماجستير في الخطابة وعلى درجة الدكتوراه في الإرشاد التربوي وخدمات الموظفين من جامعة ويسكونسن - ماديسون في العام 1952 و 1956 على التوالي.
خدم فريتز ست سنوات كمستشار القبول في كلية مونماوث، ثم كمستشار طالب في جامعة ويسكونسن، وأخيرا منصب مساعد عميد الرجال وأستاذ مساعد في جامعة بوردو 1953-1956. كما أنهى ست سنوات في شركة جون دير وشركاه مديرا ل إدارة التنمية والبحوث الموظفين ومدير مؤسسة جون دير.
وفي العام 1968، خدم فريتز مع رئيس الولايات المتحدة ليندون ب جونسون في المجلس الاستشاري للمواطنين المكون من 14 عضوا لتقديم المشورة للرئيس حول فعالية برامج الاتحادي والولاية والبرامج المحلية لمساعدة ومنح الفرص للشباب المحرومين.
توفي في 24 مارس 2011 في نابرفيل، إلينوي، ودفن في وارن كاونتي ميموريال بارك مقبرة في مونماوث، إلينوي.